# Trận chiến Benidorm
Trận chiến Benidorm (hay Battle of Benidorm trong tiếng Anh), là cụm từ được tờ báo Express and Star đặt cho trận giao hữu điên rồ giữa Wolves và Levante UD diễn ra vào ngày 21 tháng 7 năm 2022. 
Chỉ trong hiệp 1 của trận đấu này, hai bên đã cho thấy trận đấu này càng ngày càng không mang tính chất của một trận đấu giao hữu, thay vào đó là những pha phạm lỗi, những tình huống tranh cãi máu lửa và đỉnh điểm nhất là 4 chiếc thẻ đỏ được trọng tài rút ra chia đều cho hai bên ngay trong hiệp 1.

## Trận đấu

### Diễn biến
Ngay từ đầu trận đấu, hai bên đã bắt đầu chơi với lối chơi rất máu lửa. Wolves là đội chơi tốt hơn ở đầu trận đấu với liên tiếp các cơ hội uy hiếp khung thành đối phuơng. Sau một pha chuyền bóng về lóng ngóng của hậu vệ đối thủ, thủ thành bên phía đối phương đã vô tình bắt lấy trái bóng, qua đó Wolves được nhận một quả đá phạt gián tiếp ngay trước khung thành đối thủ, tuy nhiên Morgan Gibbs-White đã đưa bóng đi vọt xà.
Dù vậy, Levante mới là đội mở tỉ số của trận đấu nhờ công của Roger Martí ở phút 32. Kể từ đó, bầu không khí trên sân Melia Villaitana bắt đầu trở nên căng thẳng hơn. Sau một pha va chạm ở sát đường biên, Enis Bardhi của Levante và Yerson Mosquera của Wolves bắt đầu lao vào nhau tranh cãi, ngay sau đó các cầu thủ trên sân, trọng tài và thậm chí cả các cầu thủ trên băng ghế dự bị cũng chạy vào sân để tranh cãi, khiến trận đấu bị gián đoạn vài phút đồng hồ. Sau đó, trọng tài chính đã rút ra hai thẻ đỏ để truất quyền thi đấu cả hai cầu thủ nói trên.
Trận đấu sau đó được trở lại nhưng sức nóng và sự căng thẳng vẫn chưa giảm đi phần nào, thậm chí còn có phần leo thang hơn trước khi ngay trước khi hiệp đấu khép lại, Daniel Podence của Wolves đã gây gổ với một cầu thủ bên phía Levante, Podence được cho là đã có hành động nắm lấy cổ đối thủ và ngay lập tức, mọi con người trên sân lại chạy đến điểm nóng lần này. Trọng tài đã phải tiếp tục rút ra thêm hai tấm thẻ đỏ nữa, một cho Podence và một cho một cầu thủ của Levante.
Trong giờ nghỉ, đại diện của hai đội đã có một số thảo luận với nhau và trọng tài để đưa trận đấu về lại 11 đấu 11 trong hiệp 2, và quyết định cuối cùng được đưa ra là cả 4 thẻ đỏ đều được xóa, hai đội trở lại hiệp 2 với đầy đủ 11 cầu thủ trên sân. Dù vậy, sức nóng vẫn chưa giảm đi dù cũng đã hạ nhiệt đôi chút. Phút 53, Leal bên phía Levante đã có pha kéo người hết sức thô bạo với tiền vệ Joe Hodge của Wolves, tuy nhiên cầu thủ trên chỉ phải nhận thẻ vàng.
Đến phút 59, Kochorashvili đã dứt điểm tung lưới thủ thành Jackson Smith bên phía Wolves để nâng tỉ số lên thành 2-0 cho Levante. Mãi đến phút 83, những nỗ lực của Wolves mới được đền đáp khi mà quả tạt của Connor Ronan đã tìm thấy Toti trong vòng cấm và hậu vệ người Bồ Đào Nha đã đánh đầu rút ngắn cách biệt cho Wolves xuống còn 2-1.
Không biết vô tình hay cố ý, trọng tài Jorge Lajara lại thổi còi khép lại trận đấu ở phút thứ 86, qua đó cũng khép lại gần 90 phút đầy máu lửa trên sân Melia Villaitana.

### Chi tiết
| Wolverhampton Wanderers                                   | 1–2        | Levante UD                                                         |
| --------------------------------------------------------- | ---------- | ------------------------------------------------------------------ |
| Yerson Mosquera 35' · Daniel Podence 44' · Toti Gomes 83' | (Chi tiết) | Roger Martí 32' · Enis Bardhi 35' · 44' · Giorgi Kochorashvili 59' |

| Wolverhampton Wanderers | Levante UD |

|             |    |                            |  |
|             |    |                            |  |
| GK          | 55 | Jackson Smith              |  |
| CB          | 24 | Toti Gomes 46' 64'         |  |
| CB          | 4  | Nathan Collins 64'         |  |
| CB          | 14 | Yerson Mosquera 46'        |  |
| LM          | 64 | Hugo Bueno                 |  |
| CM          | 32 | Leander Dendoncker 64'     |  |
| CM          | 25 | Connor Ronan 46' 64'       |  |
| RM          | 38 | Theo Corbeanu              |  |
| LW          | 39 | Luke Cundle                |  |
| ST          | 10 | Daniel Podence 46'         |  |
| RW          | 18 | Morgan Gibbs-White (c) 46' |  |
| Substitute: |    |                            |  |
| RB          | 81 | Dexter Lembikisa 46'       |  |
| CB          | 15 | Willy Boly 46'             |  |
| CB          | 16 | Conor Coady 46'            |  |
| CM          | 59 | Joe Hodge 46'              |  |
| RB          | 66 | Harvey Griffiths 46'       |  |
| Manager:    |    |                            |  |
| Bruno Lage  |    |                            |  |

|             |    |                      |  |
|             |    |                      |  |
| GK          | 13 | Joan Femenías        |  |
| RB          | 2  | Son                  |  |
| LB          | 3  | Eric Franquesa       |  |
| CM          | 6  | Pablo Martínez       |  |
| CM          | 8  | Pepelu               |  |
| LW          | 11 | Alejandro Cantero    |  |
| CB          | 15 | Sergio Postigo       |  |
| CM          | 16 | Giorgi Kochorashvili |  |
| CF          | 21 | Dani Gómez           |  |
| CB          | 27 | Antonio Leal         |  |
| LB          | 28 | Álex Muñoz           |  |
| Manager:    |    |                      |  |
| Mehdi Nafti |    |                      |  |